# 3731 Hancock
3731 Hancock eller 1984 DH1 är en asteroid i huvudbältet som upptäcktes den 20 februari 1984 av Perth-observatoriet. Den är uppkallad efter den amerikanske politikern John Hancock.
Asteroiden har en diameter på ungefär 53 kilometer.